# Mamphela Ramphele

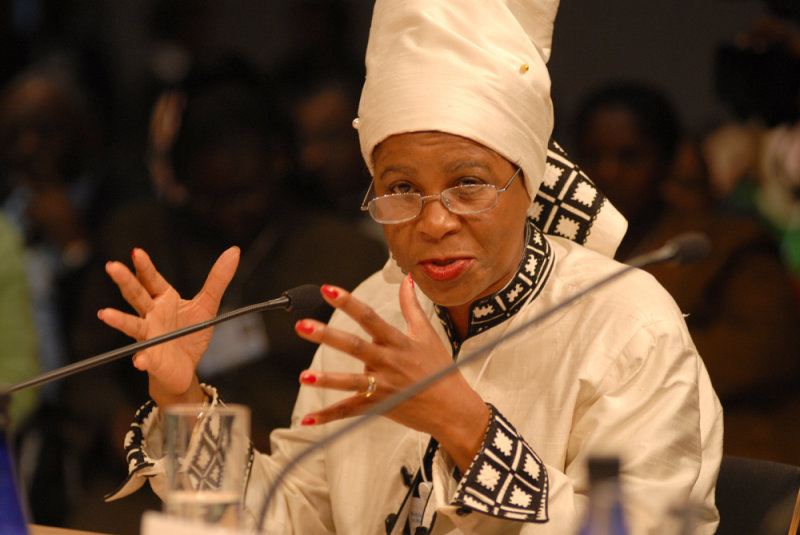
Mamphela Ramphele vid World Economic Forum, Schweiz 2009.

Mamphela Aletta Ramphele, född 28 december 1947 i byn Uitkyk, Transvaal, Sydafrika,
är en sydafrikansk läkare och politiker. Hon var 2000- 2004 en av de fyra verkställande cheferna för Världsbanken. Ramphele grundade i februari 2013 partiet Agang, ett utmanarparti till det regerande ANC.
Ramphele har studerat folkhälsa, medicin, socialantropologi och ekonomi. Under 1970-talet var hon engagerad i BCM, Black Consciousness Movement (sv: svart medvetanderörelse). Hon var partner till anti-apartheidaktivisten Steve Biko (1946-1977) med vilken hon fick två barn. Ramphele tog sin läkarexamen i början av 70-talet och arbetade därefter på sjukhus avsedda för svarta sydafrikaner. I efterdyningarna av Sowetoupproret 1976 blev hon fängslad under fem månader och sedan förvisad under sju år till Naphunodistriktet i norra Sydafrika där hon utvecklade ett lokalt hälsocenter. Ramphele fick en forskartjänst vid University of Cape Town 1986 vilket ledde till en examen i socialantropologi. Efter ett års studier vid Harvard University i USA blev hon 1991 prorektor vid University of Cape Town. Fem år senare blev hon universitetets rektor. Ramphele utsågs 2000 till en av de fyra verkställande cheferna för Världsbanken.  Hon har haft flera ideella uppdrag och styrelseposter, bland annat i Nelsons Mandelas barnfond och gruvbolaget Goldfields. Ramphele startade 2013 partiet Agang (som betyder bygga på Sesothospråket) som en utmanare till det regerande ANC.
I januari 2014 meddelade partiet Democratic Alliance (DA) att DA och Agang går samman samt att Ramphele ställer upp som presidentkandidat i valet 2014. Några dagar senare meddelade dock Ramphele att hon inte kandiderar för DA och att det hela är ett missförstånd. Vad som egentligen diskuterats mellan DA och Agang är oklart och turerna har skadat båda partierna och deras ledare.